# 里弗伍茲 (伊利諾伊州)
里弗伍茲（英語：Riverwoods）是位於美國伊利諾伊州萊克縣的一個村落。

## 地理
里弗伍茲的座標為42°10′15″N 87°53′45″W / 42.17083°N 87.89583°W，而該地最高點為海拔高度207米（即679英尺）。

## 人口
根據2010年美國人口普查的數據，里弗伍茲的面積為10.40平方千米，當中陸地面積為10.27平方千米，而水域面積為0.13平方千米。當地共有人口3660人，而人口密度為每平方千米351人。